# Pirpirituba
Pirpirituba là một đô thị thuộc bang Paraíba, Brasil. Đô thị này có diện tích 79,849 km², dân số năm 2007 là 10092 người, mật độ 126,4 người/km².